# 約布斯特·尼庫勞斯一世
約布斯特·尼庫勞斯一世（Jobst Nikolaus I，1433年—1488年2月9日），霍亨索倫伯爵（1439－1488），艾特爾·腓特烈一世之子。約布斯特·尼庫勞斯在位期間對霍亨索倫城堡進行了第一次擴建工程。

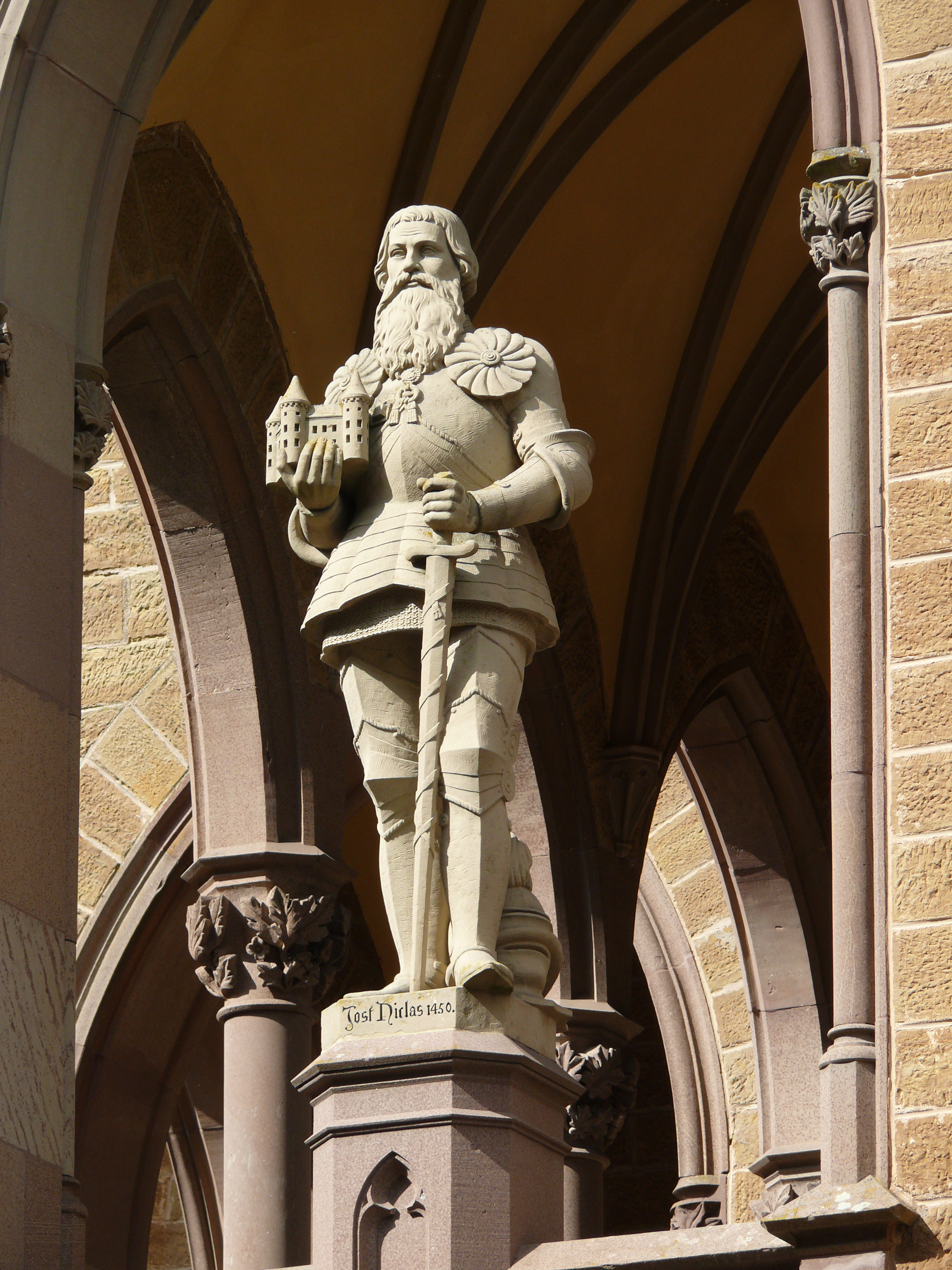
約布斯特·尼庫勞斯一世

約布斯特·尼庫勞斯的妻子是阿格尼絲·馮·維爾登貝格（Agnes von Werdenberg），他們1448年結婚，有3子1女。
- 腓特烈二世（英语：Friedrich von Hohenzollern）（1451－1505）
- 艾特爾·腓特烈二世（1452－1512）
- 艾特爾·腓特烈（1454－1490）
- 海倫（1462－1514）